# Ronald Fuentes
Ronald Hugo Fuentes Núñez (ur. 22 czerwca 1969 w Santiago) – chilijski piłkarz grający na pozycji środkowego obrońcy.

## Kariera klubowa
Fuentes piłkarską karierę rozpoczął w klubie CD Cobresal z miasta El Salvador. W jego barwach zadebiutował w lidze chilijskiej i grał tam do 1992 roku. Wtedy też przeszedł do innego stołecznego zespołu, Universidad de Chile. W 1994 roku osiągnął swój pierwszy sukces, którym było zdobycie mistrzostwa Chile. W 1995 roku powtórzył to osiągnięcie, a w 1998 roku zdobył Puchar Chile. W 1999 roku znów został mistrzem kraju, a w 2000 roku sięgnął z partnerami z boiska po dublet. Karierę zakończył rok później w wieku 32 lat.

## Kariera reprezentacyjna
W reprezentacji Chile Fuentes zadebiutował 9 kwietnia 1991 roku w przegranym 0:1 towarzyskim meczu z Meksykiem. W 1991 roku był członkiem kadry na Copa América 1991, ale nie zagrał tam żadnego spotkania, podobnie jak na Copa América 1995. W 1998 roku został powołany przez Nelsona Acostę do kadry na Mistrzostwa Świata we Francji. Na tym turnieju był podstawowym zawodnikiem Chile i zagrał we wszystkich meczach: grupowych z Włochami (2:2), z Austrią (1:1) i z Kamerunem (1:1) oraz w 1/8 finału z Brazylią (1:4). Ostatni mecz w reprezentacji rozegrał w 2000 roku przeciwko Kolumbii (0:1). W kadrze narodowej zagrał 50 razy i zdobył jednego gola.

## Kariera trenerska
Po zakończeniu kariery Fuentes został trenerem. W 2007 roku objął grający w Primera B Deportes Melipilla.